# 新西爾卡 (斯卡多夫斯克區)
46°18′39″N 32°48′46″E / 46.31083°N 32.81278°E
新西爾卡（烏克蘭語：Новосілка）是位於烏克蘭南部的村莊，由赫爾松州斯卡多夫斯克區的新米科莱夫卡市镇負責管轄。該村始建於1924年，面積0.31平方公里，海拔高度31米，2001年人口106，人口密度每平方公里346.4人。